# تلمبة علي حسين زادة (كورك وناريتش)
تلمبة علي حسین زادة (بالإنجليزية: Tolombeh-ye Ali Hoseynzadeh)‏ هي مستوطنة تقع في إيران في البلدة المركزية.